# Globitermes
Globitermes es un género de termitas isópteras perteneciente a la familia Termitidae que tiene las siguientes especies:
1. Globitermes brachycerastes
2. Globitermes globosus
3. Globitermes menglaensis
4. Globitermes mengpengensis
5. Globitermes minor
6. Globitermes sulphureus
7. Globitermes vadaensis